# 세르비아 국립도서관

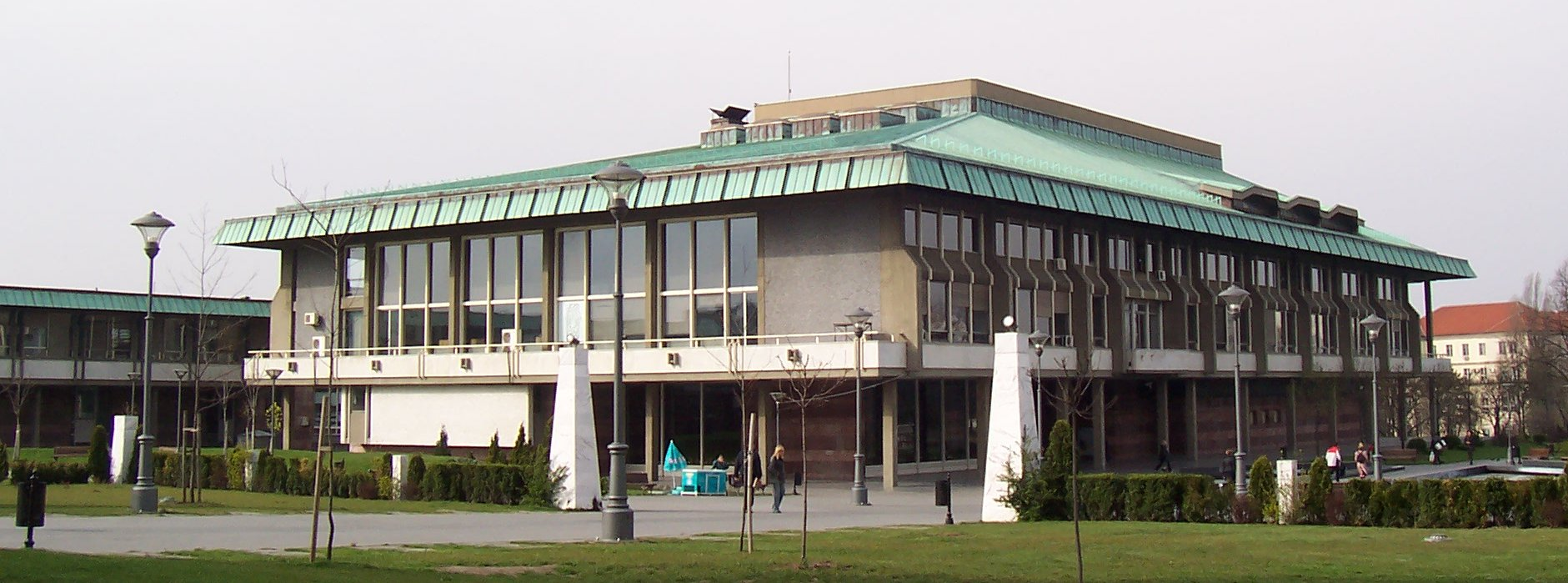
세르비아 국립도서관

세르비아 국립도서관(세르비아어: Народна библиотека Србије)은 세르비아 베오그라드에 위치한 국립도서관이다.